# Senza Lucio
Senza Lucio è un film documentario del 2014 diretto da Mario Sesti sulla vita di Lucio Dalla. Vengono intervistati personaggi celebri come Charles Aznavour, John Turturro, Paolo e Vittorio Taviani, Renzo Arbore e Toni Servillo.